# Aleuades

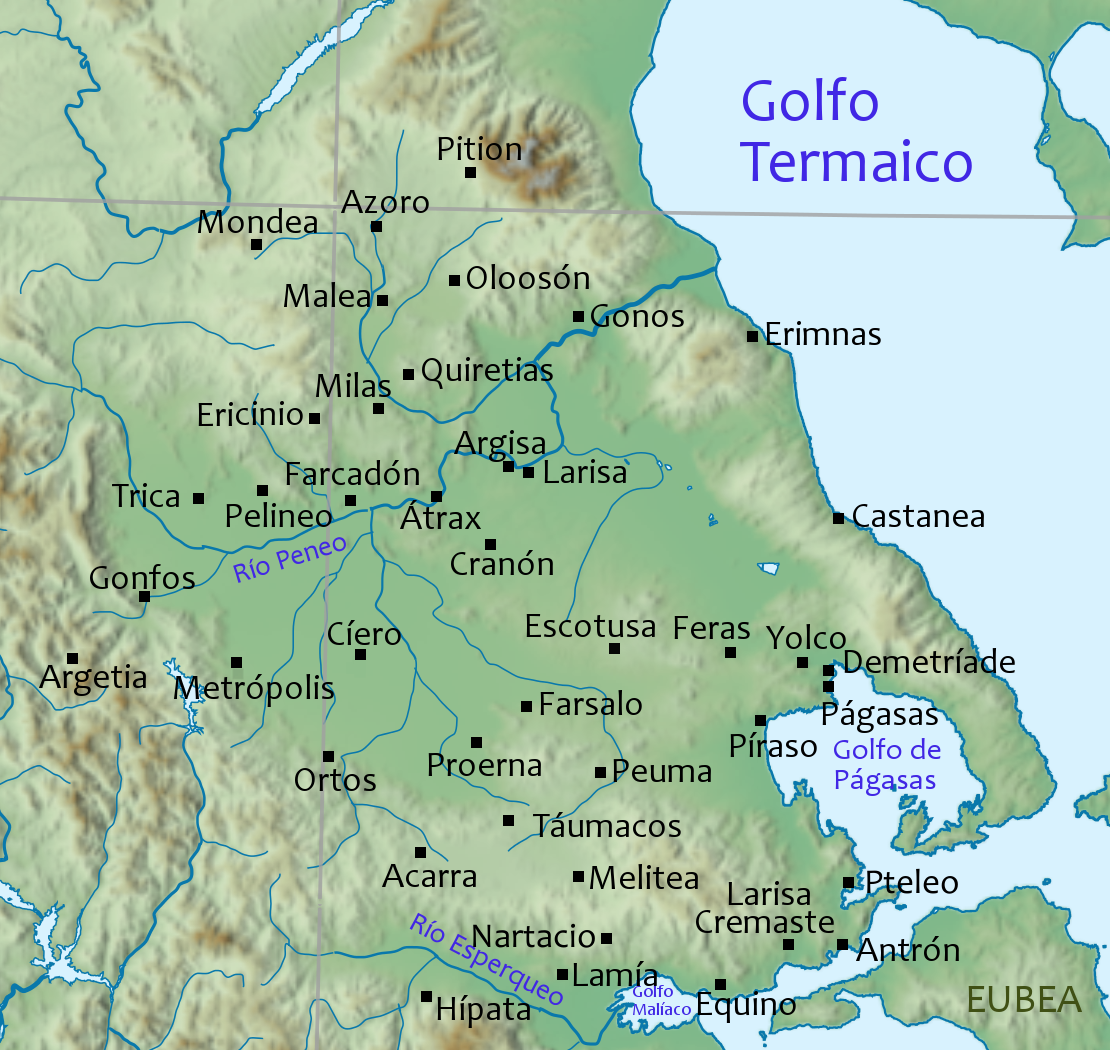
Les Aleuades

Les Aleuades (en grec ancien Ἀλευάδαι) sont une famille aristocratique thessalienne originaire de Larissa, dont l’ancêtre éponyme mythique est Aleuas, un tagos (ταγός), magistrat fédéral commandant la Confédération thessalienne,. Leurs rivaux étaient les familles des Scopades originaires de Crannon, et des Créondes de Pharsale.
Au XIIe siècle av. J.-C., la Thessalie est envahie par des tribus doriennes du Nord et du Nord-Ouest migrant vers le Sud, mais ce sont ensuite les Thesprotes qui dominèrent la région. Les Thesprotes sont, avec les Molosses, une des principales tribus d'Épire. Ils réduisent au servage la population indigène. Quelques familles nobles, dont celle des Aleuades, s’imposent chacune dans un canton. Les Aleuades furent la plus puissante des familles de Thessalie. Le premier du nom, Aleuas surnommé « Le Rouge » du fait de sa chevelure rousse, était appelé roi, et descendait des Héraclides par un ancêtre commun, Thessalos fils d'Héraclès,,,. Les Aleuades n’ont pas hésité à se faire mercenaires des Perses tout en entretenant des relations avec Athènes ; ce sont eux qui ouvrirent la Thessalie à Xerxès Ier et qui agirent pour que Amyntas III fasse la guerre et renverse Alexandre de Phères. Au Ve siècle av. J.-C., le roi Archélaos Ier de Macédoine soutient la famille des Aleuades à Larissa.
Hérodote dénomme ses membres par le terme de « roi » (βασιλεῖς),.

## Évocations historiques
- La première ode de Pindare, la Xe Pythique, célèbre la victoire de l'Aleuade Hippocléas au double stade.
- Aristippe de Larissa (de) est décrit par Platon comme un membre important de la famille dans son dialogue Ménon[10].